# Robert VI. od Auvergnea
Robert (? – 1317.?) bio je grof Auvergnea i Boulognea od 1277. godine.
Robert VI. bio je drugorođeni sin grofa Roberta V. i Eleonore de Baffie, a naslijedio je brata, Vilima XI., koji nije imao djece. Godine 1297., Robert VI. se borio u Flandrijskom ratu kao saveznik francuskoga kralja Filipa IV. Lijepog. Robert je 1308. pratio Luja X. u Pamplonu, Kraljevina Navara. Nakon Lujeve smrti, Robert je postao dio savjeta za regentstvo Filipa V., Lujeva brata.
Sa svojom suprugom, gospom Beatricom, Robert je imao sina Roberta VII.